# Довер (Теннессі)
Довер (англ. Dover) — місто (англ. city) в США, в окрузі Стюарт штату Теннессі. Населення — 1826 осіб (2020).

## Географія
Довер розташований за координатами 36°28′53″ пн. ш. 87°50′38″ зх. д. / 36.48139° пн. ш. 87.84389° зх. д. (36.481389, -87.843783).  За даними Бюро перепису населення США в 2010 році місто мало площу 10,06 км², з яких 9,77 км² — суходіл та 0,28 км² — водойми.

## Демографія
Згідно з переписом 2010 року, у місті мешкало 1417 осіб у 614 домогосподарствах у складі 364 родин. Густота населення становила 141 особа/км².  Було 701 помешкання (70/км²).
Расовий склад населення:
| - 95,6 % — білих - 1,9 % — чорних або афроамериканців - 0,2 % — корінних американців - 0,2 % — азіатів - 0,1 % — вихідців з тихоокеанських островів |

До двох чи більше рас належало 1,8 %. Частка іспаномовних становила 1,3 % від усіх жителів.
За віковим діапазоном населення розподілялося таким чином: 19,8 % — особи молодші 18 років, 53,7 % — особи у віці 18—64 років, 26,5 % — особи у віці 65 років та старші. Медіана віку мешканця становила 46,8 року. На 100 осіб жіночої статі у місті припадало 86,9 чоловіків;  на 100 жінок у віці від 18 років та старших — 77,9 чоловіків також старших 18 років.
Середній дохід на одне домашнє господарство  становив 46 673 долари США (медіана — 37 000), а середній дохід на одну сім'ю — 57 474 долари (медіана — 49 167). Медіана доходів становила 41 890 доларів для чоловіків та 34 375 доларів для жінок. За межею бідності перебувало 31,2 % осіб, у тому числі 51,9 % дітей у віці до 18 років та 22,4 % осіб у віці 65 років та старших.
Цивільне працевлаштоване населення становило 581 особа. Основні галузі зайнятості: освіта, охорона здоров'я та соціальна допомога — 20,7 %, виробництво — 14,3 %, роздрібна торгівля — 11,0 %, мистецтво, розваги та відпочинок — 8,6 %.